# شريف مندور
شريف مندور مخرج ومنتج سينمائي مصري. ولد شريف مندور بمدينة مكناس بالمغرب لأبوين مصريين. درس بمدرسة ليسيه الحرية الفرنسية بباب اللوق وزامل كل من الكاتب الروائي «خالد الخميسي» والمخرج «إبراهيم البطوط». عمل «شريف مندور» في بعض أعمال الأطفال بالتليفزيون المصري وتحول إلي العمل كمساعد للإخراج وهو في المرحلة الثانوية. حاصل علي بكالوريوس الخدمة الاجتماعية من جامعة حلوان وبكالوريوس المعهد العالي للسينما من قسم الإخراج عمل مساعدا للمخرج يوسف شاهين وللمخرج خيري بشارة.
قام بإخراج: 
| العام | الاسم                | النوع   | بطولة                                              |
| ----- | -------------------- | ------- | -------------------------------------------------- |
| 1997  | وأنت عامل إيه        | سيت كوم | محمد هنيدي، علاء ولي الدين وصلاح عبد الله          |
| 1999  | طول الليالي          | فيلم    | عمرو دياب، منى زكي، أحمد سعيد عبد الغني ومحمد رياض |
| 2002  | الرجل الأبيض المتوسط | فيلم    | أحمد آدم وسمية الخشاب                              |
| 2003  | هو فيه إيه           | فيلم    | محمد فؤاد وأحمد آدم                                |
| 2005  | معلش إحنا بنتبهدل    | فيلم    | أحمد آدم وأميرة العايدي                            |
| 2011  | برتيتا               | فيلم    | عمرو يوسف- كندة علوش                               |

ساهم في بعض أفلام السينما المستقلة في مصر وقام بإنتاج مجموعة من أفلامها 
- 2007 - عين شمس للمخرج ابراهيم البطوط والذي حصل علي الكثير من الجوائز العالمية
- 2009- فيلم «هيليوبوليس» من إخراج «أحمد عبدالله السيد»
- 2010 ـ فيلم «الخروج» من إخراج «هشام عيسوي».

## روابط خارجية
- شريف مندور على موقع IMDb (الإنجليزية)
- شريف مندور على موقع الدهليز
- شريف مندور على موقع قاعدة بيانات الأفلام العربية